# 봉의 7

라이더-웨이트 타로 덱에서 봉의 7

봉의 7은 까다로운 상황이나 상황에서 우위를 점하기 위해 노력하는 사람을 보여주는 소 아르카나 타로 카드이다.
타로 카드는 유럽 전역에서 타로 카드 게임을 하는 데 사용된다.
게임이 거의 알려지지 않은 영어권 국가에서는 타로 카드가 주로 점술 목적으로 사용되었다.

## 점술 사용법
일반적으로 이 카드는 자신의 위치를 유지하거나 싸우려는 노력의 의미를 지니며 중요한 것을 유지하기 위해 노력한다. 인물의 우월한 위치에 주목하라. 그는 이를 극복하기 위해 많은 쟁점이나 압력에 관해 명확한 입장을 취하거나 유지한다.

## 주요 의미
봉의 7의 주요 의미:
- 대처와 저항
- 용기
- 장기적 성공
- 인내
- 힘

## 일반적 해석
봉의 7은 정위치일 때, 성공을 위한 용기와 강인함을 요구하는 장기간의 시험 시간이 도래했음을 의미한다.
역위치일 때, 이 카드는 당신이 취약하고, 안전하지 않으며, 피곤하고, 포기한 상태이고, 희망이 없으며, 종종 죄책감을 느끼는 상태에 있는 것으로 해석될 수 있다.

## 라이더-웨이트 상징주의
라이더-웨이트 덱에서, 사람은 자신의 방향으로 찌르는 다른 지팡이와 방어적인 자세를 취한다. 그는 긴장되고 스트레스를 받았지만 견고한 자세를 취하며 언덕 위에 서 있거나 산맥을 넘어 서서 강한 발판을 상징하는 것처럼 보인다. 7명의 봉 수비수가 전투 준비를 마쳤다. 이는 얻은 기초를 지키는 것에 관한 것이다. 손에 쥐고 있는 투쟁을 더 강한 입장으로 키울 수 있는 능력이다. 그는 여러 사람을 대적하여 홀로 서 있지만 인내한다. 싸움을 유지하고 패배하지 않는 사람은 혼자뿐이다.